# Hösjösjö
Hösjösjö är en sjö i Växjö kommun i Småland och ingår i Mörrumsåns huvudavrinningsområde. Sjön har en area på 0,168 kvadratkilometer och ligger 139 meter över havet.

## Delavrinningsområde
Hösjösjö ingår i det delavrinningsområde (628869-143193) som SMHI kallar för Rinner till 627546-143053. Medelhöjden är 153 meter över havet och ytan är 45,18 kvadratkilometer. Det finns inga avrinningsområden uppströms utan avrinningsområdet är högsta punkten. Aggaå (Skyeån) som avvattnar avrinningsområdet har biflödesordning 2, vilket innebär att vattnet flödar genom totalt 2 vattendrag innan det når havet efter 59 kilometer. Avrinningsområdet består mestadels av skog (45 procent). Avrinningsområdet har 150,34 kvadratkilometer vattenytor vilket ger det en sjöprocent på 30,8 procent.